# Circoscrizione francofona
La Circoscrizione francofona è una delle tre circoscrizioni elettorali del Belgio per l'elezione del Parlamento europeo. Attualmente, elegge 9 eurodeputati utilizzando il metodo d'Hondt, con rappresentanza proporzionale.

## Estensione
La circoscrizione corrisponde in generale alla comunità francofona del Belgio, ma gli elettori di Bruxelles-Halle-Vilvoorde possono scegliere se votare per una lista del collegio francese o di quello fiammingo.

## Eurodeputati

### 2019–2024
- Marie Arena, Partito Socialista
- Marc Botenga, Partito del Lavoro del Belgio
- Saskia Bricmont, Ecolo
- Olivier Chastel,  Movimento Riformatore
- Philippe Lamberts, Ecolo
- Benoît Lutgen, Centro Democratico Umanista
- Frédérique Ries, Movimento Riformatore
- Marc Tarabella, Partito Socialista

### 2014–2019
- Marie Arena, Partito Socialista
- Hugues Bayet, Partito Socialista
- Gérard Deprez, Movimento Riformatore
- Philippe Lamberts, Ecolo
- Louis Michel, Movimento Riformatore
- Frédérique Ries, Movimento Riformatore
- Claude Rolin, Centro Democratico Umanista
- Marc Tarabella, Partito Socialista

### 2009–2014
- Frédéric Daerden, Partito Socialista
- Véronique de Keyser, Partito Socialista
- Anne Delvaux, Centro Democratico Umanista
- Isabelle Durant, Ecolo
- Philippe Lamberts, Ecolo
- Louis Michel, Movimento Riformatore
- Frédérique Ries, Movimento Riformatore
- Marc Tarabella, Partito Socialista

### 2004 - 2009
- Philippe Busquin, Partito Socialista
- Gérard Deprez, Movimento Riformatore
- Antoine Duquesne, Movimento Riformatore
- Alain Hutchinson, Partito Socialista
- Pierre Jonckheer, Ecolo
- Véronique de Keyser, Partito Socialista
- Joëlle Milquet, Centro Democratico Umanista
- Frédérique Ries, Movimento Riformatore
- Marc Tarabella, Partito Socialista